# Tinzaouten
Tinzaouten (o Tin Zaoutine; in arabo تينزاواتين‎?) è un comune dell'Algeria, situato nella provincia di In Guezzam. È situata presso la frontiera maliana, oltre la quale si estende la cittadina di Tinzawatène.

## Geografia
Tinzaouten sorge nel punto più a sud del territorio algerino, a 500 km a sud-ovest di Tamanrasset.